# Spálov
Spálov település Csehországban, Nový Jičín-i járásban. Spálov Jindřichov, Libavá, Luboměř, Heřmánky, Odry, Vítkov és Jakubčovice nad Odrou településekkel határos. Lakosainak száma 909 fő (2024. január 1.).

## Népesség
A település lakosságának változását az alábbi diagram mutatja:
| Lakosok száma | 1317 | 1248 | 1291 | 988  | 961  | 920  | 866  | 877  | 895  | 909  |
|               | 1869 | 1890 | 1921 | 1950 | 1980 | 2001 | 2017 | 2019 | 2022 | 2024 |